# Loreintz Rosier
Loreintz Rosier (Gonesse, 14 agosto 1998) è un calciatore francese, centrocampista del Fortuna Sittard.

## Caratteristiche tecniche
È un mediano.

## Carriera
Debutta fra i professionisti il 23 settembre 2018 giocando con il Vitória Guimarães B l'incontro di Segunda Liga perso 2-0 contro il Leixões.

## Statistiche
Statistiche aggiornate al 29 agosto 2021.

### Presenze e reti nei club
| Stagione        | Squadra             | Campionato      | Campionato | Campionato | Coppe nazionali | Coppe nazionali | Coppe nazionali | Coppe continentali | Coppe continentali | Coppe continentali | Altre coppe | Altre coppe | Altre coppe | Totale | Totale | Totale |
| Stagione        | Squadra             | Comp            | Pres       | Reti       | Comp            | Pres            | Reti            | Comp               | Pres               | Reti               | Comp        | Pres        | Reti        | Pres   | Reti   |        |
| --------------- | ------------------- | --------------- | ---------- | ---------- | --------------- | --------------- | --------------- | ------------------ | ------------------ | ------------------ | ----------- | ----------- | ----------- | ------ | ------ | ------ |
| 2016-2017       | Paris FC 2          | CFA2            | 19         | 4          |                 | -               | -               |                    | -                  | -                  |             | -           | -           | 19     | 4      |        |
| 2017-2018       | Sochaux 2           | N3              | 24         | 3          |                 | -               | -               |                    | -                  | -                  |             | -           | -           | 24     | 3      |        |
| 2018-2019       | Vitória Guimarães B | LdH             | 23         | 4          |                 | -               | -               |                    | -                  | -                  |             | -           | -           | 23     | 4      |        |
| 2019-2020       | Vitória Guimarães B | CdP             | 22         | 1          |                 | -               | -               |                    | -                  | -                  |             | -           | -           | 22     | 1      |        |
| 2020-2021       | Estoril Praia       | LdH             | 27         | 2          | CP+CdL          | 6+1             | 0               |                    | -                  | -                  |             | -           | -           | 34     | 2      |        |
| 2021-2022       | Estoril Praia       | PL              | 4          | 0          | CP+CdL          | 0+2             | 0               |                    | -                  | -                  |             | -           | -           | 6      | 0      |        |
| Totale carriera | Totale carriera     | Totale carriera | 119        | 14         |                 | 9               | 0               |                    | -                  | -                  |             | -           | -           | 128    | 14     |        |

## Palmarès

### Club

#### Competizioni nazionali
- Segunda Liga: 1

Estoril Praia: 2020-2021